# Al-Ahwas
Abd Allāh Ibn Muḥammad al-Anṣārī alias al-Ahwas (en árabe:  الأحوص, Medina, ~ 35 anno hegiræ/655-Damasco, 110 anno hegirae/728) fue un poeta árabe omeya.
Descendiente de los ansaríes, lo recordamos por su poesía satírica y amorosa. Sus sáriras o textos homoeróticos tuvieron tal repercusión que los prohibió Úmar II y hubo de exiliarse a la isla de Dahlak en el Mar Rojo.  Lo reclamó luego su sucesor Yazid II.